# Михаїл Апостолов
Михаїл Апостолов Райнов (мак. Михаил Апостолов Рајнов, болг. Михаил Апостолов Райнов), на прізвисько Попето, був унтер-офіцером болгарської армії, учасником македонського революційного руху, членом, воєводою і першим інструктором Інституту четників Македонської революційної організації.

## Життєпис

### Ранні роки
Михайло Апостолов народився в селі Горна Диканя Радомирської області в 1871 році. Він виріс у дуже бідній родині. Його мати померла, а батько відправив його на навчання до Софії. Служив у кавалерії — 1-му кавалерійському полку, і досяг звання унтер-офіцера. Залишив армію і став охоронцем кавалерійської поліції в Софії. У 1895 році, коли Македонський комітет у Софії організував Мельникське повстання, четницьку акцію в Македонії, він залишив сторожову службу і пішов з ротою поручика Петара Начева. Після четницької акції повернувся до Софії. Він зустрівся з Гоце Делчевим, який на той час організував перші загони внутрішньої організації, які мали увійти в Македонію. Гоце Делчев вирішив залучити до Внутрішньої організації болгарських офіцерів, щоб підняти її авторитет над населенням та покращити бойові можливості четників. Першими болгарськими унтер-офіцерами Македонської революційної організації є Михайло Апостолов — Попето і Марко Лерінський, а невдовзі Христо Чернопеєв і Атанас Бабата.

### Роки в македонському революційному русі

#### Інструктор Інституту четників
Першим керівником агітаційно-організаційної роти стає Михайло Апостолов. За його семирічну діяльність у його товаристві в якості його учнів проходять ряд активістів Організації, таких як: Михаїл Герджиков, Нікола Дечев, Петар Юруков, Делчо Кочев, Петар Самардзієв, Нікола Жеков, Атанас Бабата, Андон Кьосето (помічник), Красьо Болгаріята, Гоне Бегенін, Трайко Йотов, Іван Варналия, Іван Наумов Алябака та інші. 3-4 місяці в компанії був Христо Чернопеєв, який згодом очолив власну роту.

#### Воєвода
Вперше він увійшов до Македонії як лідер ВМОРО в 1897 році, і його чотаскладається з 7 осіб. Усі вони з вільних частин Болгарії і мають військову підготовку: Василь Іванов Чочов — старший унтер-офіцер 1-го піхотного полку, Олександр Маринов з Пловдива — учень унтер-офіцерської школи, Філіп Григоров, студент з 1-го піхотного полку. ж школи, Микола Петров, унтер-офіцер та ін. Чета діяла в районі Малешівська як території її діяльності, але також працює в Кочанському, Радовиському та Струмицькому районах.

#### Мандри по Македонії
20 липня 1897 року разом з чотою Гоце Делчева вбили чотирьох черкесів у селі Буйковці. 14 вересня 1897 року Михайло Попето витягнув зі Струмиці багатого турка Назлам-бея. У 1898 році чота Попето, вже 13 чоловік, оточила Серсько і Кукушко. У 1899 році Михайло Попето об'їздив Водень і Єніджевардар. Михайло Чаков — вчитель, який був четником у Попето, який з 1901 по 1908 рік очолював різні загони в Македонії. У лютому 1900 року він пройшов через село Оризарці Гевгелійського району, і його чота налічувала на той час 15-20 осіб; пізніше влітку переїхав до Кукушка. Воював з турецькими збройними силами до села Дмбово, на горі Козув та інших місцях. У тому ж році, як апостол, він продовжив подорожувати по Македонії, цього разу в районі Тіквеш. По дорозі з Кукушка до Петрича 21 березня 1902 року чота Михайла Апостолова була захоплена сильною турецькою погоною і вступила з нею в бій між селами Чугунці і Гавальянці, Кукушко, в якому був убитий воєвода Михайло Попето. Похований у дворі церкви в Гавальянці.

## Про нього
|  | Од тој простодушен апостол истекуваше чист идеализам, себепорекнување, смел организаторски дух, човекољубие и сеотдајност. Седум години непрестајно тој беше на својата позиција, гол, бос и испокинат, гладен и жеден, беше како стражар на својата позиција. |

|  | Попето е најголемиот по значење ученик на Делчев. Тој е првиот војвода на агитационо-организаторска чета. Мих. Апостолов Попето е шоп од Софиско |

|  | Во Тиквешко се случи еднаш веќе трети ден ништо не бевме јаделе и бевме многу изморени. Фативме еден овчар и го пративме за леб; сите бевме папсани. Едни спиеја, а Попето се крпеше. Јас седнав до него и бев зел малку очајна поза. Тој никого не го оставаше да очајува, тој пееше песни, се искачуваше по дрвата, правеше шеги, не развеселуваше, воопшто не даваше да очајуваме. Јас се бев замислил. Тој ме погледна и ме праша: “А бе, адаш, што си се замислил?” Јас му се оплакав, дека помеѓу тој народ, за кој сме решиле да го дадеме и животот, има и такви кои се подготвени да не предадат и сл. Попето одговори: “Знаеш ли, јас не сум тргнат за тие луѓе, што ќе не предадат, а за тие луѓе во народот, кои чувствуваат и мислат како нас. И ако ги сретнавме тие луѓе, сигурно тие ќе ни дадеа леб.” Тој одговори ми направи впечаток и јас се убедив, дека Попето свесно се предал на револуционерна работа, а не како некои други војводи, кои така што се каже, по инерција беа повлечени по заедничкото течение. Попето бил кавалерист, знаеше да стрела со левата рака, сетне бил стражар во Софија, во Стамболово време, го праќале да го слуша во клубот на социјалистите и тој таму дознал, дека тие луѓе не зборуваат глупости |